# Petäjäsaari (ö i Finland, Mellersta Österbotten)
Petäjäsaari är en ö i Finland. Den ligger i sjön Ullavanjärvi och i kommunen Karleby i den ekonomiska regionen  Karleby  och landskapet Mellersta Österbotten, i den centrala delen av landet, 400 km norr om huvudstaden Helsingfors. Öns största längd är 240 meter i sydöst-nordvästlig riktning.